# レーズンバター

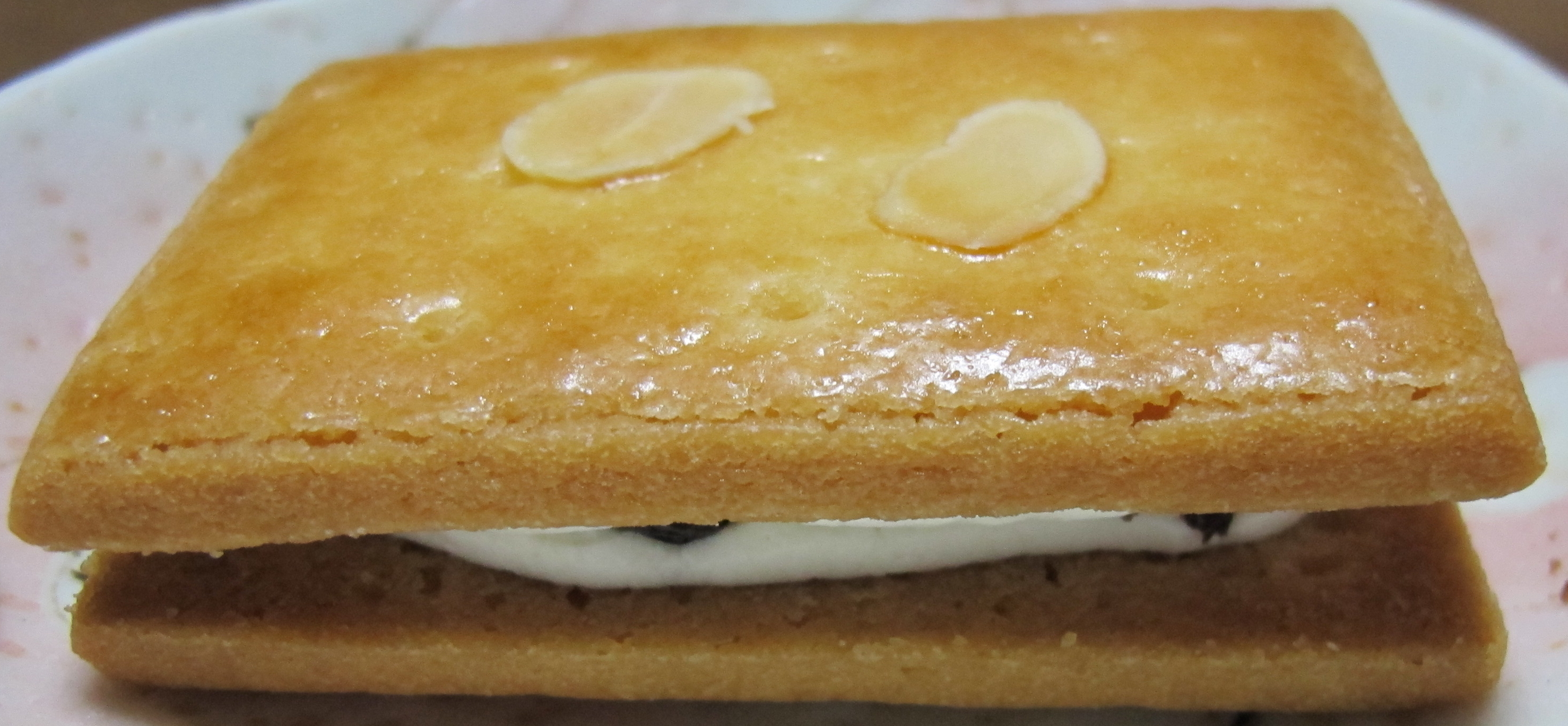
小川軒のレイズン・ウイッチ

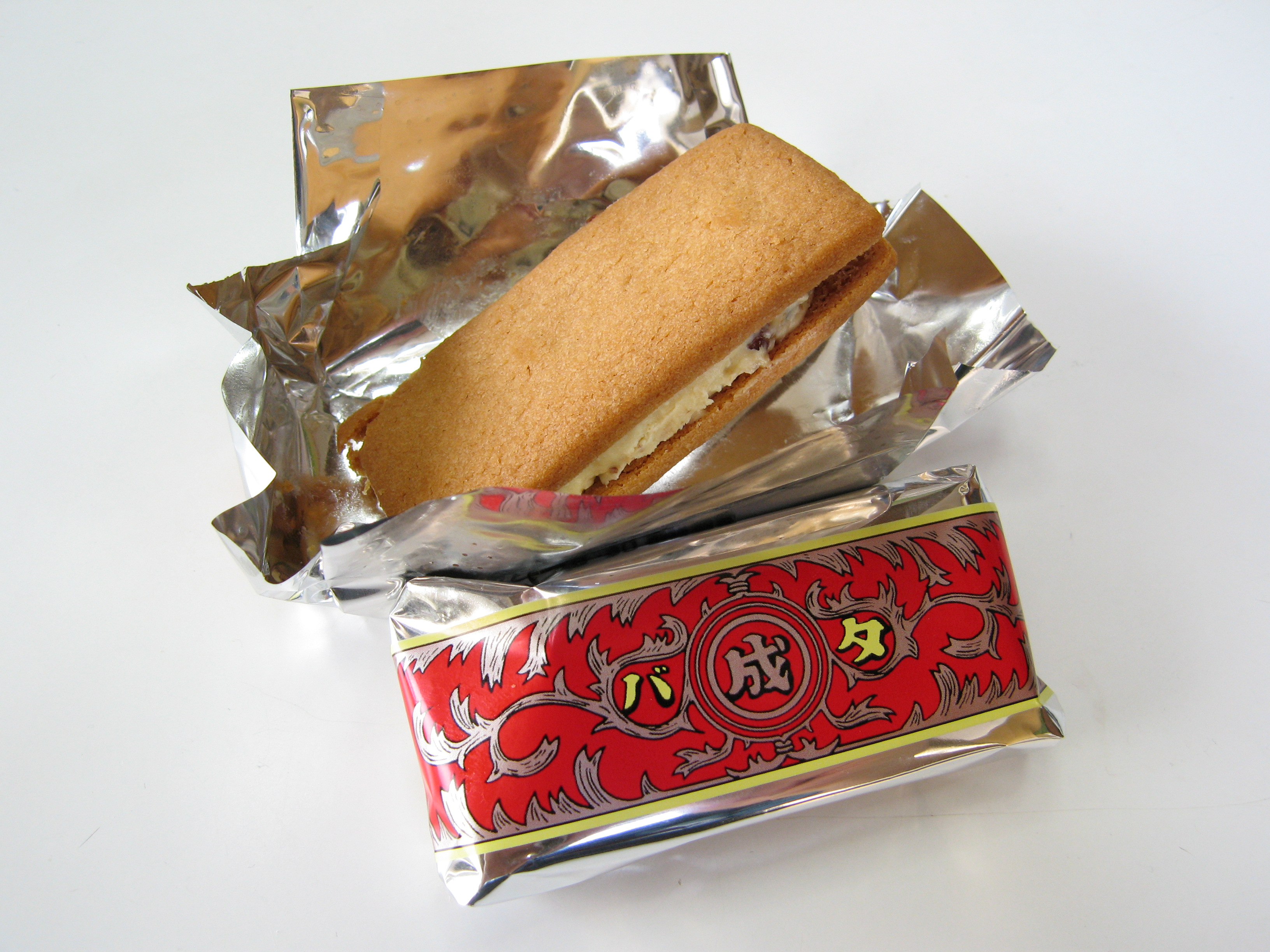
六花亭のマルセイバターサンド

レーズンバター（raisin butter）は、バターにレーズンを練り込んだバタークリーム。
卵白と砂糖を加え泡立てたバターと、ラム酒やブランデーに漬けたレーズンを練り合わせて作る。
クッキーや薄切りにしたパンに挟み、バターサンドとして食す他、酒のつまみ、特に洋酒のつまみにされる。
なお、ドイツ近辺を起源として、葬式用の菓子として使われることもある。